# Mohamed Banus
 (mars 2020).
Mohamed Banus est un footballeur international algérien né le 12 juin 1947 à Tiaret. Il évoluait au poste d'avant centre.

## Biographie
Mohamed Banus reçoit trois sélections en équipe d'Algérie. Il débute en équipe nationale le 12 mars 1972, sous la direction de Rachid Mekhloufi.
En club, il évolue pendant 16 saisons avec l'équipe de la JSM Tiaret.

## Palmarès
- Champion d'Algérie de D2 en 1970 (Groupe Centre-Ouest) avec la JSM Tiaret